# Општина Виница (Северна Македонија)
Општина Виница је једна од 11 општина Источног региона у Северној Македонији. Седиште општине је истоимени град Виница.

## Положај
Општина Виница налази се у источном делу Северне Македоније. Са других страна налазе се друге општине Северне Македоније:
- Север — Општина Македонска Каменица
- исток — Општина Делчево
- југоисток — Општина Берово
- југ — Општина Радовиште
- југозапад — Општина Карбинци
- запад — Општина Зрновци
- северозапад — Општина Кочани

## Природне одлике
Рељеф: Северни део општине Виница налази се у долини реке Брегалнице, у оквиру плодног и насељеног Кочанског поља (источни део поља), док се јужни део општине уздиже у планински појас Плачковице.
Клима: У нижем делу општине влада умерено континентална клима, а у вишем делу општине њена оштрија варијанта због надморске висине.
Воде: Брегалница, најзначајнији водоток у области, протиче крајњим севером општине. Сви мањи водотоци се уливају у ову реку.

## Становништво
Општина Виница имала је по последњем попису из 2002. г. 19.938 ст., од чега у седишту општине, граду Виници, 10.863 ст. (54%). Општина је ретко насељена, посебно сеоско подручје.
Национални састав по попису из 2002. године био је:
|           | Број   | Постотак |
| Укупно    | 19.938 | 100%     |
| Македонци | 18.261 | 91,6%    |
| Роми      | 1.230  | 6,2%     |
| Турци     | 272    | 1,4%     |
| остали    | 175    | 0,9%     |

## Насељена места
У општини постоји 16 насељених места, једно градско — град Виница, а осталих 15 насеља са статусом села:
| - Виница - Блатец - Виничка Кршла - Градец | - Грљани - Драгобраште - Истибања - Јакимово | - Калиманци - Крушево - Лаки - Лески | - Липец - Пекљани - Трсино - Црни Камен |  |